# Liz Montague

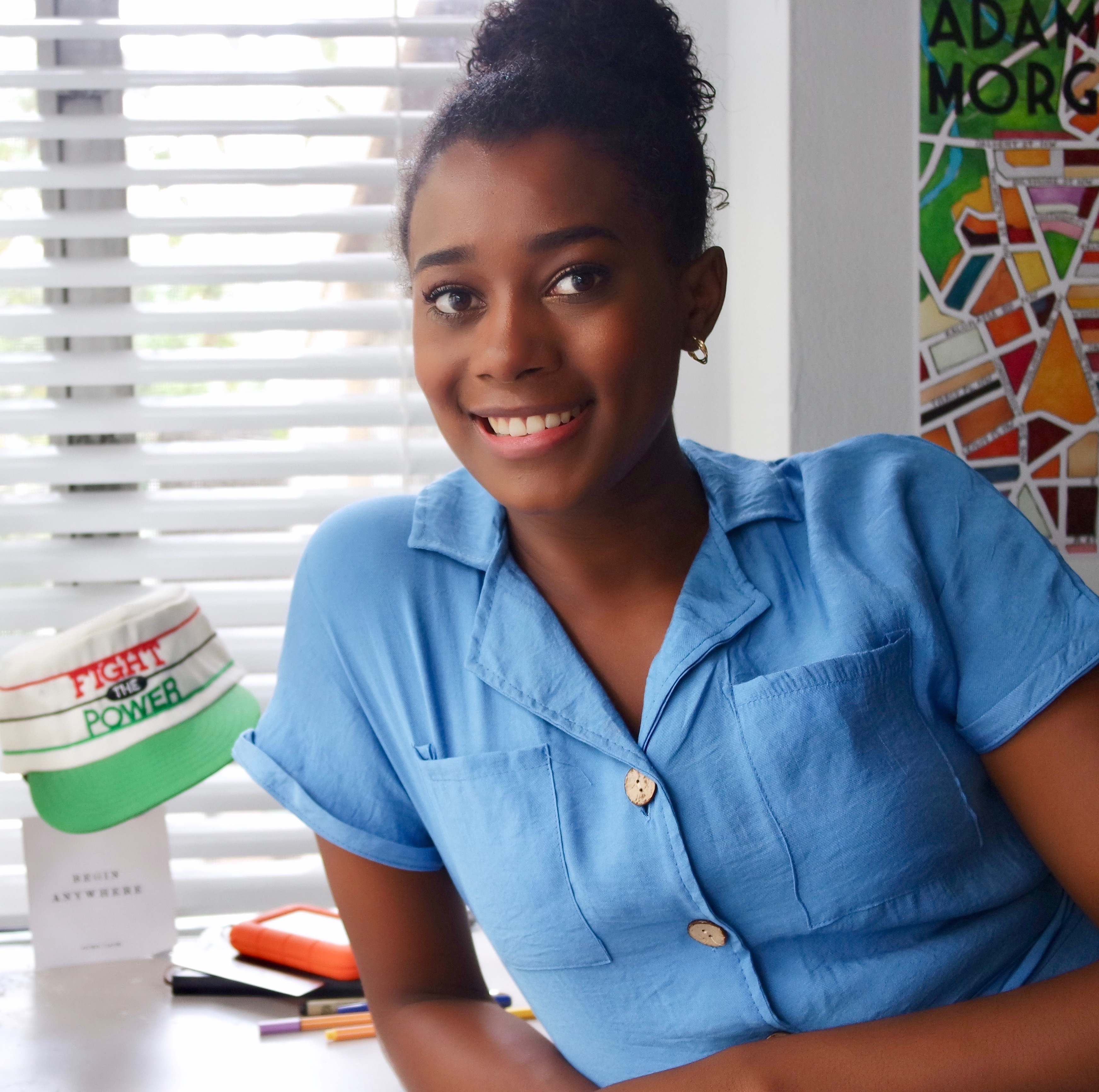
Elizabeth Montague, 2020

Elizabeth Montague (* 1995) ist eine US-amerikanische Karikaturistin. Sie ist eine der ersten schwarzen Karikaturisten, deren Arbeiten in The New Yorker veröffentlicht wurden.

## Leben
Montagues Eltern sind ein Architekt und eine Führungskraft. Montague wuchs im Evesham Township (New Jersey) auf. Mit einem Leichtathletik-Stipendium besuchte sie die University of Richmond in Virginia und erwarb dort 2018 einen Abschluss in bildender Kunst und Medienkunst.
Danach arbeitete Montague bei der Aga-Khan-Stiftung in Washington, D.C. als digitale Geschichtenerzählerin und Design-Mitarbeiterin. Während ihres zweiten Studienjahres schuf Montague die biografische Cartoon-Serie Liz at Large, die wöchentlich in der Washington City Paper veröffentlicht wurde.
Montague schrieb 2019 einen Brief an die Zeitung The New Yorker, in dem sie ihre Besorgnis über den Mangel an farbigen Cartoonisten in der Zeitung zum Ausdruck brachte. Auf die Frage, wen sie als Cartoonisten empfehlen würde, nannte sie sich selbst. Sie ist die zweite schwarze Karikaturistin, die in der Zeitschrift vertreten ist, und eine der jüngsten.
Im Herbst 2022 hat Random House Montagues Graphic Novel Memoir Maybe an Artist veröffentlicht.

## Preise und Auszeichnungen
- 2018: David C. Evans Award for Outstanding Achievement in Creative Arts an der University of Richmond[8]
- 2020: Auswahl von der USTA als eine von 18 schwarzen und BIPOC-Künstlern für eine Kunstinstallation im Arthur Ashe Stadium für die US Open[9]
- 2023: Sokol-Förderpreis des Karikaturmuseums Krems[10]